# Глава 27
«Глава 27» (англ. Chapter 27) — американская биографическая драма 2007 года.

## Сюжет
8 декабря 1980 года был убит Джон Леннон, экс-участник популярной группы The Beatles. Около его дома «Дакота» Марк Чепмен выпустил в музыканта пять пуль из пистолета. Фильм повествует о последних часах жизни музыканта и убийцы. За несколько дней до трагедии психическое состояние Чэпмена стремительно ухудшилось, его все больше раздражало поведение фанатов, собирающихся у «Дакоты». Совершив убийство, он остался дожидаться полицию, читая роман Д. Д. Сэлинджера «Над пропастью во ржи».

## В ролях
| Актёр               | Роль        |
| ------------------- | ----------- |
| Джаред Лето         | Марк Чепмен |
| Линдси Лохан        | Джуд        |
| Джуда Фридлендер    | Пол         |
| Урсула Эбботт       | Джери       |
| Марк Линдсей Чепмен | Джон Леннон |

## Выпуск
Мировая премьера состоялась на кинофестивале «Сандэнс» в январе 2007 года. Впоследствии фильм был показан на Берлинском международном кинофестивале, Афинском кинофестивале, Международном кинофестивале Festroia, Кинофестивале Waterfront, Средиземноморском кинофестивале, Стокгольмском международном кинофестивале,Международном кинофестивале в Осло и Денверском кинофестивале.
Американская ассоциация кинематографистов (MPAA) присвоила фильму рейтинг «Ограниченный доступ» из-за содержания сцен сексуального характера. Выпуск ограниченным тиражом состоялся в США 28 марта 2008 года. За первые выходные сборы в одном кинотеатре составили 13 910 долларов.

## Критика
Фильм получил негативные отзывы кинокритиков. На агрегаторе рецензий Rotten Tomatoes рейтинг одобрения составляет 18 % на основе 50 рецензий со средней оценкой 4 из 10. На Metacritic средневзвешенная оценка составляет 32 балла из 100, что указывает на «в целом неблагоприятные отзывы».
Эндрю О'Хехир из Salon написал: «Некоторым зрителям фильм может показаться неряшливым или неприятным, и я не буду спорить с этим. Но фильм Шефера создает свой собственный очень привлекательный мир, что в значительной степени является главной директивой в кинопроизводстве». Он заявил, что «Лето почти заставляет вас почувствовать, как это произошло», и назвал его игру «очень убедительной на многих уровнях». Оуэн Глейберман из Entertainment Weekly поставил фильму четверку, заявив: «„Глава 27“ далеко не безупречна, но Лето исчезает внутри этого злого, дышащего ртом психопата с убеждением, которое заставляло меня цепляться за каждое его заблуждение».